# Jay Severin
Jay Severin (eigentlich: James Thompson Severino III; * 8. Januar 1951 in Hudson Valley, New York; † 7. Juli 2020) war ein US-amerikanischer Radiomoderator und politischer Kommentator. Severin arbeitete zwischen 2011 und 2012 als Moderator beim Bostoner WXKS-AM Talk 1200. Aufgrund umstrittener Äußerungen wurde er entlassen und daraufhin vom The Blaze Radio Network des rechtspopulistischen Glenn Beck im September 2012 engagiert.

## Leben

### Frühe Jahre
Severins Mutter arbeitete als Schriftstellerin und sein Vater war Werbefachmann. Er verbrachte einige Jugendjahre in Poughkeepsie und studierte später an der Boston University.
Severin arbeitete in New York City als politischer Berater für David Garth. 1979 gründete er Severin Aviles Associates, um republikanische Kandidaten mit Medien zu unterstützen. Zu seinen Kunden zählten auch George Bush und der rechtskonservative Politiker Pat Buchanan.
Er folgte Gene Burns im Oktober 1994 als Radiomoderator. Severin heuerte bei WOR an und war dort bis Juni 1996 tätig. Zwischen April und Juli 1999 arbeitete er bei WRKO als Moderator.
Ende 1999 begann er eine Sendung bei WTKK zu moderieren.

### Kontroversen und Entlassung bei WTKK
Im April 2004 sagte ein Anrufer, dass Nicht-Muslime Freundschaften zu Muslimen in den USA aufbauen sollten. Darauf entgegnete Severin ihm, dass „die überwältigende Mehrheit der Muslime gegenüber den USA nicht loyal seien und das Land übernehmen werden, wenn die Zeit dafür gekommen sei. Du denkst, wir sollten uns mit ihnen anfreunden? Ich denke, wir sollten sie alle töten.“ Am 25. April 2004 ruderte Severin zurück und meinte, er hätte nur Terroristen damit gemeint. Er sei missverstanden worden. Der Council for American Islamic Relations (CAIR) forderte erfolglos Severins Rücktritt.
Am 30. April 2009 sagte Severin, dass Mexikaner „die primitivsten Wesen der Erde seien“. Mexikanerinnen hätten Schnurrbärte und Geschlechtskrankheiten und Mexikaner seien insgesamt "Egel" Daraufhin wurde er suspendiert. Am 3. Juni 2009 entschuldigte er sich für die Äußerungen und durfte weiter moderieren.
Im März 2011 sagte Severin, dass er mit buchstäblich jeder jungen Praktikantin in seiner Firma geschlafen habe. Danach wurde er bei WTKK entlassen. Greater Media sagte dazu, dass Severin weder willens noch fähig sei, die Werte des Unternehmens einzuhalten.

### WXKS Talk1200 AM
Severin kehrte 2011 zu WXKS Talk1200 AM zurück. Dort war er bis 2012 tätig. Severin unterschrieb dann bei The Blaze Radio network im September 2012.

## Politische Einstellung und weitere Äußerungen
Severin sah sich selbst als Libertärer und fiskalisch Konservativer an. Hillary Clinton beschrieb er einmal als Teufel und Obama als Feind der US-Verfassung.